# 남산고등학교
남산고등학교(南山高等學校)는 대한민국 부산광역시 금정구 남산동에 위치한 공립 고등학교이다.

## 학교 연혁
- 1988년 12월 27일 : 학교 설립 인가(학년당 10학급)
- 1989년 3월 1일 : 초대 이종만 교장 취임
- 1989년 3월 3일 : 개교 및 제1회 입학식 거행(신입생 543명)
- 1997년 3월 1일 : 남녀공학으로 학칙 변경 인가
- 2001년 12월 29일 : 학년당 학급수 12학급 인가(전체 36학급)
- 2009년 6월 19일 : 다목적 강당(호연관) 개관식
- 2009년 7월 8일 : 사교육없는 학교만들기 연구학교 선정
- 2011년 11월 8일 : 과목중점형(영어,수학) 교과교실제 자율학교 지정
- 2012년 3월 1일 : '학생자치활동 활성화를 통한 Happy School 만들기' 학교문화 선도 연구학교 운영(부산광역시교육청)
- 2018년 11월 30일 : 2019학년도 연구학교(성교육) 지정
- 2022년 3월 2일 : 고교학점제 선도학교 선정
- 2023년 9월 22일 : 영역단위 공간혁신 사업 준공(교무실, 정보실, 미술실)
- 2024년 2월 29일 : 학교공간 조성 사업 준공(교과교실)
- 2024년 3월 1일 : 제16대 이태조 교장 취임
- 2024년 3월 4일 : 제36회 입학식(144명)
- 2025년 2월 7일 : 제34회 졸업식(146명, 누계 12,792명)

## 참고 자료
- 남산고등학교 - 한국교육학술정보원 학교알리미